# Ribeirão Bom Jardim
O ribeirão Bom Jardim é um curso de água dos estados do Rio de Janeiro e de Minas Gerais. É um afluente da margem direita do rio Pomba e, portanto, um subafluente do rio Paraíba do Sul. Apresenta 13 km de extensão e drena uma área de 94,6 km².
As nascentes do ribeirão Bom Jardim localizam-se na serra da Pedra Bonita, a uma altitude de aproximadamente 240 metros, no município de Santo Antônio de Pádua, Rio de Janeiro.
A partir da foz do córrego Eva, o ribeirão Bom Jardim serve de divisa entre os estados doRio de Janeiro e de Minas Gerais até desembocar no rio Pomba, na fronteira dos municípios de Santo Antônio de Pádua, Rio de Janeiro, e de Palma, Minas Gerais.